# Imperial Township
Imperial Township est un ancien township, situé à l'ouest, du comté de Jefferson, dans le Missouri, aux États-Unis,.